# Ani Khachikyan
Ani Khachikyan, född 16 mars 1991, är en armenisk friidrottare. Hon deltog vid olympiska sommarspelen 2008.